# Roberto Silva
Roberto Napoleão Silva (Rio de Janeiro, 9 de abril de 1920 - Rio de Janeiro, 9 de setembro de 2012), mais conhecido como "O Principe do Samba", foi um cantor e compositor carioca.

## Biografia
Nascido no morro do Cantagalo em Copacabana, iniciou a carreira de cantor no rádio, na década de 30. Nos anos 40 realizou suas primeiras gravações, e foi do elenco das rádios Nacional e Tupi. Nesta última ficou conhecido como "príncipe do samba", e suas interpretações são características pelo estilo sincopado e levemente dolente que encontrou para cantar samba, inspirado em dois ídolos anteriores, Cyro Monteiro e Orlando Silva.
Seu primeiro sucesso, lançado pela Star, foi "Mandei Fazer um Patuá" (R. Olavo/ N. Martins). Em 1958 veio o LP "Descendo o Morro", que teve continuações, nos volumes 2, 3 e 4. Entre seus muitos sucessos destacam-se "Maria Teresa" (Altamiro Carrilho), "O Baile Começa às Nove" (Haroldo Lobo/ Milton de Oliveira), "Juraci Me Deixou" (Raimundo Olavo/ Oldemar Magalhães), "Escurinho" (Geraldo Pereira) e "Crioulo Sambista" (Nelson Trigueiro/ Sinval Silva), entre outras. No total, gravou 350 discos de 78 rotações e perto de 20 LPs. Afastado das gravações nos últimos anos, teve vários de seus discos relançados em CD e em 1997 saiu a coletânea "Roberto Silva Canta Orlando Silva", extraída de seus vários LP na Copacabana.

## Morte
No dia 9 de Setembro de 2012, aos 92 anos, ele veio a falecer, após sofrer um AVC no dia 7 de Setembro.

## Discografia

### Álbuns De Carreira
- Volta Por Cima - Universal Music - 2002
- A Personalidade Do Samba - Copacabana - 1979
- Protesto Ao Protesto - Copacabana - 1978
- Interpreta Haroldo Lobo, Geraldo Pereira E Seus Parceiroz - Copacabana - 1976
- Samba De Morro - Copacabana - 1974
- Saudade Em Forma De Samba - Copacabana - 1973
- Receita De Samba - Copacabana - 1969
- A Hora É A Voz Do Samba - Copacabana - 1968
- O Príncipe Do Samba - Copacabana - 1965
- Eu... O Luar E A Serenata Nº 2 - Copacabana - 1964
- O Samba É Roberto Silva Nº 2 - Copacabana - 1963
- O Samba É Roberto Silva - Copacabana - 1962
- Descendo O Morro Nº 4 - Copacabana - 1961
- Eu... O Luar E A Serenata - Copacabana - 1960
- Descendo O Morro Nº 3 - Copacabana - 1960
- Descendo O Morro Nº 2 - Copacabana - 1959
- Descendo O Morro - Copacabana - 1958

### Extras
- A Música Brasileira Deste Século Por Seus Autores e Intérpretes - Roberto Silva - Sesc - Sp - 2000
- Wilson Batista, O Samba Foi Sua Glória - Joyce e Roberto Silva - Funarte - 1985

### Coletâneas
- Roberto Silva Canta Orlando Silva - Marcus Pereira - 1997